# Козирев Павло Григорович
Павло Григорович Козирев (15 травня 1919, с. Манюки, Монастирщинський район, Смоленська область, РРФСР — 10 червня 1991, Смоленськ, РРФСР) — капітан Робітничо-селянської Червоної Армії, учасник німецько-радянської війни, Герой Радянського Союзу (1943).

## Біографія

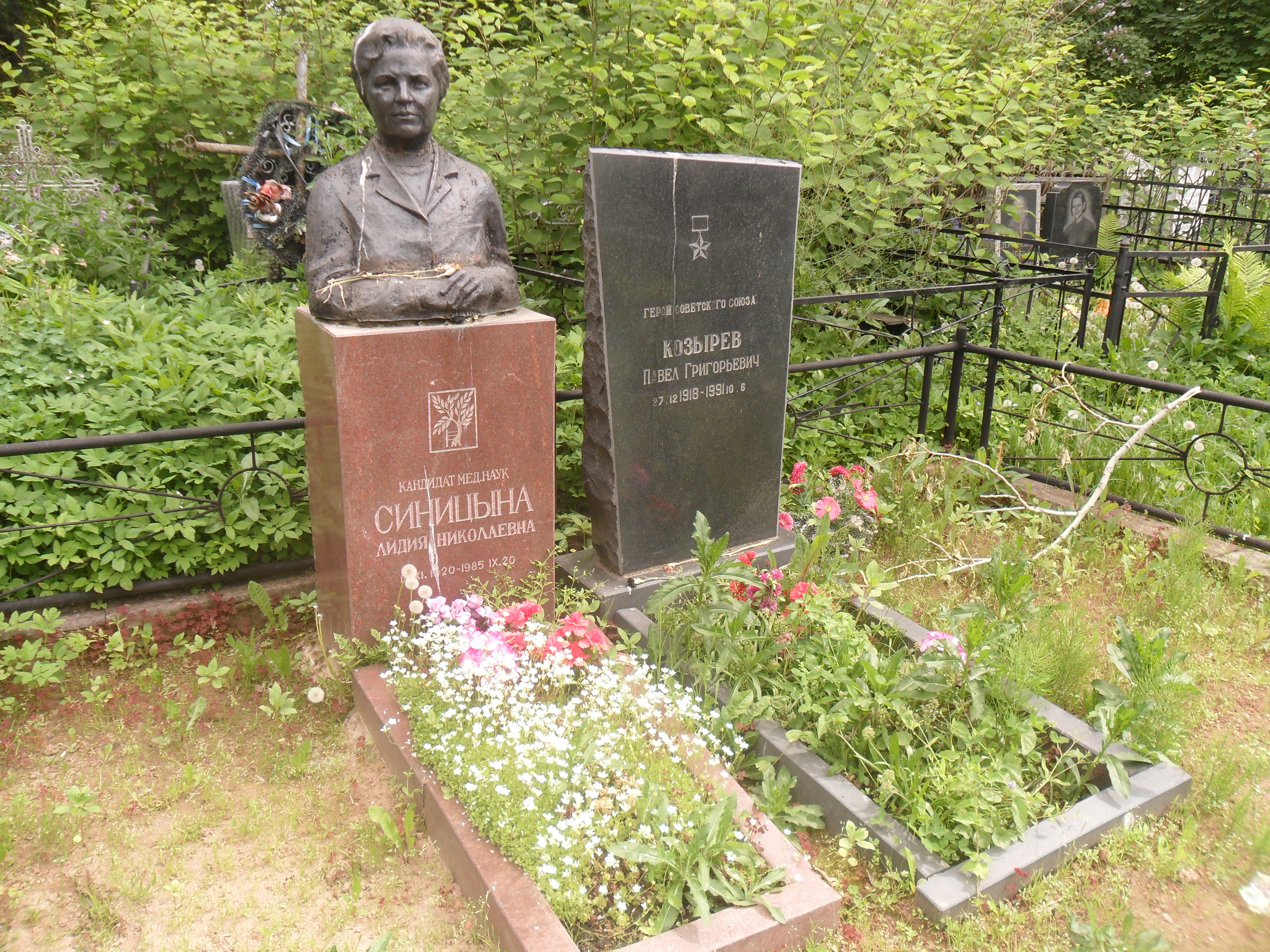
Могила Козирева на Братському кладовищі Смоленська

Народився в родині селянина. Закінчив середню школу, працював у колгоспі. В 1938 році Козирев призваний на службу в Робітничо-селянську Червону Армію. В 1941 році закінчив стрілецько-кулеметне училище в Ленінграді. З червня 1941 року — на фронтах нацистсько-радянської війни. В 1943 році закінчив річні курси при Військовій академії імені Фрунзе. До вересня 1943 року капітан Павло Козирев командував стрілецьким батальйоном 748-го стрілецького полку 206-ї стрілецької дивізії 47-ї армії Воронезького фронту. Відзначився під час битви за Дніпро.
У ніч з 25 на 26 вересня 1943 року батальйон Козирева одним з перших в дивізії переправився через Дніпро в районі села Пекарі Канівського району Черкаської області і захопив плацдарм на його західному березі. 28 вересня 1943 року бійці батальйону відбили більше 10 запеклих німецьких контратак, знищивши близько 170 солдатів та офіцерів противника. У бою Козирев отримав поранення, але поля бою не покинув, продовжуючи керувати діями батальйону. Батальйону вдалося утримати позиції до підходу основних сил дивізії.
Указом Президії Верховної Ради СРСР від 25 жовтня 1943 року за «зразкове виконання бойових завдань командування на фронті боротьби з німецькими загарбниками та проявлені при цьому мужність та героїзм» капітан Павло Козирев удостоєний високого звання Героя Радянського Союзу з врученням ордена Леніна та медалі «Золота Зірка» за номером 1191.
В 1944 році Козирев вийшов у відставку через поранення. Проживав у Смоленську, працював в сільському господарстві. Помер 10 червня 1991, похований на Братському кладовищі Смоленська.
Був також нагороджений орденами Вітчизняної війни 1-й і 2-го ступенів, двома орденами Червоної Зірки, а також низкою медалей.